# قطعنامه ۳۳۰ شورای امنیت
قطعنامه ۳۳۰ شورای امنیت سازمان ملل متحد که در تاریخ ۲۱ مارس ۱۹۷۳ تصویب شد، سندی بین‌المللی دربارهٔ صلح و امنیت در آمریکای جنوبی است. این قطعنامه طی نشست ۱٬۷۰۴ام
با ۱۲ موافق،۰ مخالف و۳ ممتنع تصویب شد.